# Universitätslehrgang
Ein Universitätslehrgang (ULG) ist ein außerordentlicher Studiengang zur Weiterbildung an einer österreichischen Universität oder Privatuniversität. Rechtsgrundlage ist das Universitätsgesetz 2002, insbesondere die §§ 56ff. Im Fachhochschul-System gibt es Lehrgänge zur Weiterbildung mit vergleichbarer Rechtsgrundlage (§ 9 Fachhochschul-Studiengesetz).
Aufnahmebedingungen und Umfang dieser Lehrgänge sind unterschiedlich, von eintägigen Seminaren bis zu mehrsemestrigen Studien. In den meisten Fällen sind die Formate auf berufstätige Personen zugeschnitten (Abend- oder Blocklehrveranstaltungen). Im Gegensatz zu ordentlichen Studien werden Lehrgänge durch kostendeckende Studiengebühren finanziert.
Universitätslehrgänge und Lehrgänge zur Weiterbildung können mit einem Mastergrad, z. B. MBA, MSc oder LL.M., abschließen, wenn Zugangsbedingungen, Umfang und Anforderungen denen entsprechender ausländischer Masterstudien vergleichbar sind. Ein Master-Abschluss in einem Universitätslehrgang führt allerdings nicht zur Erlangung eines A-Postens (in Österreich) oder zur Einstufung in den Höheren Dienst (in Deutschland).
Lehrgänge, für die die Kriterien Zugangsbedingungen, Umfang und Anforderungen nicht zutreffen, die aber einen Umfang von mindestens 60 ECTS aufweisen, schließen mit einem akademischen Expertentitel mit einer den Inhalt charakterisierenden Bezeichnung ab, zum Beispiel Akademischer Sozialmanager, Akademischer Betriebsorganisator oder Akademischer Jagdwirt. Diese Titel gelten nicht als akademische Grade. Für Lehrgänge, die in keine dieser beiden Kategorien fallen, werden Teilnahmezertifikate vergeben.

## Ähnliche Einrichtungen
Bis Ende 2012 konnten Lehrgänge universitären Charakters von nichthochschulischen Institutionen angeboten werden.

## Rechtliche Einordnung
- Mastergrade in der Weiterbildung. (Erläuterung Weiterbildung 2013). „Das Bundesministerium für Wissenschaft und Forschung gibt folgende Bewertung der österreichischen Mastergrade in der Weiterbildung bekannt, die sich aus dem Erkenntnis des Verwaltungsgerichtshofes vom 29. Jänner 2010, Zahl 2004/10/0227, ergibt[.]“ (PDF). In: Website der Donau-Universität Krems, Erläuterung zum Stand 27. Dezember 2012.
- VfGH 2004/10/0227, 29. Jänner 2010: Rechtssätze und Entscheidungstext im RIS.